# Crenosomose
Als Crenosomose bezeichnet man einen Befall mit dem Lungenwurm Crenosoma vulpis bei Hunden. Hauptwirt dieses Lungenwurms ist der Rotfuchs, aber auch Haushunde, Marderhunde, Wölfe und Kojoten werden befallen. Die Erkrankung kommt in weiten Teilen Europas, aber auch im Osten Kanadas und in Alaska vor.

## Erreger
Adulte Vertreter von Crenosoma vulpis besiedeln die Bronchien des Wirtes. Weibliche Würmer sind 12 bis 16 mm lang, männliche 4 bis 8 mm. Die von ihnen abgegebenen Erstlarven werden hochgehustet und abgeschluckt. Über den Kot gelangen sie in die Außenwelt, wo sie von Schnecken aufgenommen werden. Im Zwischenwirt entsteht nach zwei Häutungen die ansteckungsfähige Drittlarve. Über den Verzehr des infizierten Zwischenwirts stecken Hunde sich an. Die im Drittlarven wandern vom Dünndarm über den Blutstrom via Leber in die Lunge.

## Klinisches Bild und Diagnostik
Die Crenosomose ist nur durch geringe Krankheitserscheinungen gekennzeichnet, die durch Gewebsschäden infolge der Larvenwanderung in Leber und Lunge entstehen. Hierbei treten vor allem Husten und erschwerte Atmung auf. Bei hohem Befall kann eine schleimige bis blutige Bronchitis auftreten, bei bakterieller Sekundärinfektion auch eine Bronchopneumonie.
Röntgenaufnahmen der Lunge geben meist keine Hinweise, manchmal ist eine geringgradige bronchiale oder interstitielle Zeichnung erkennbar.
Der Nachweis von C. vulpis in Kotproben mit Standardflotationsverfahren ist relativ unsicher, lediglich 28,5 % der nach dem Larvenauswanderungsverfahren positiven Kotproben führen auch mit dem Flotationsverfahren zu einem positiven Ergebnis.

## Behandlung
Zur Behandlung eignen sich Moxidectin, Milbemycinoxim und Fenbendazol, in Deutschland sind nur die ersteren beiden zur Behandlung der Crenosomose zugelassen.